# Relações entre Arábia Saudita e Quênia
As relações entre Arábia Saudita e Quênia são as relações bilaterais entre a Arábia Saudita e o Quênia.

## História
As relações entre a Arábia Saudita e o Quênia são cordiais. O presidente Daniel Toroitich arap Moi visitou a Arábia Saudita em 1979 e 1983. O Ministro das Relações Exteriores Chirau Ali Mwakwere visitou a Arábia Saudita em 2005. O presidente Mwai Kibaki também visitou a Arábia Saudita em 2012.
O Quênia está interessado em aumentar as vendas de chá e aumentar os turistas sauditas no país.

## Cooperação para o desenvolvimento
A Arábia Saudita, através do Fundo Saudita para o Desenvolvimento, financiou vários projetos de desenvolvimento no Quênia. Alguns deles são: abastecimento de água de Nairóbi, estrada Quênia-Sudão do Sul, estrada Thika-Garissa-Liboi, e entre outros.
Em 2011, a Arábia Saudita aprovou um empréstimo de 1.6 bilhões de xelins quenianos ao Quênia para a construção da estrada Nuno-Mado Gashi de 146 km que será executada entre as cidades de Garissa e Mandera. A Arábia Saudita também aprovou 1.2 bilhões de xelins para financiar cinco projetos de energia.
A Arábia Saudita também abriga cerca de 20.000 trabalhadores domésticos e profissionais quenianos.

## Comércio
Em 2014, as importações quenianas da Arábia Saudita ficaram em 28,22 bilhões de xelins (265 bilhões de euros).
Em 2013, as importações quenianas da Arábia Saudita ficaram em 64 milhões de xelins (603 milhões de euros). O comércio total entre os dois países ficou em 68 milhões de xelins (636 milhões de euros). Isso fez da Arábia Saudita o nono maior parceiro comercial do Quênia.

## Missões diplomáticas
A Arábia Saudita mantém uma embaixada em Nairóbi, localizado em Muthaiga Road. O Quênia tem uma embaixada em Riade.